# Ron Galella
(Ron Galella)
Ronald Edward Galella (New York, 10 gennaio 1931 – Montville, 30 aprile 2022) è stato un fotografo statunitense, noto come paparazzo, nonché un pioniere di questo approccio.
È famoso per aver immortalato numerose celebrità nella vita privata e le sue foto sono comparse su molteplici testate giornalistiche. 
Per la sua attività si è guadagnato numerose polemiche e diverbi con diverse personalità dello spettacolo. Newsweek lo ha definito "Paparazzo Extraordinaire", mentre Time e Vanity Fair gli hanno dato l'appellativo di "Godfather of U.S. paparazzi culture". 
In 40 anni di carriera, ha scattato più di 3 milioni di fotografie ritraenti personaggi dello star system.

## Biografia
Nacque a New York, nel quartiere Bronx, da una famiglia di origini italiane: suo padre Vincenzo, ebanista, era nativo di Muro Lucano, Basilicata; sua madre, statunitense, era figlia di immigrati provenienti da Benevento. Dopo il diploma, vinse una borsa di studio presso il Pratt Institute di Brooklyn ma rifiutò per le sue lacune in matematica. Si appassionò alla fotografia durante il servizio militare, impegnato con l'esercito americano nella guerra di Corea e nel 1958 frequentò la Art Center College of Design di Los Angeles, conseguendo la laurea in fotogiornalismo. Dopo gli studi iniziò a fotografare personaggi famosi durante le première cinematografiche, vendendo le proprie foto a tabloid statunitensi come National Enquirer e Photoplay.
Galella divenne ben presto noto per il suo approccio fotografico, ritraendo personalità illustri al di fuori dei riflettori, rischiando spesso la sua incolumità. I prezzi di ogni singola foto vanno dai 4.000 ai 15.000 dollari. Le sue fotografie apparvero su testate giornalistiche come Time, Harper's Bazaar, Vogue, Vanity Fair, People, Rolling Stone, The New Yorker, The New York Times, Life ed esibite in musei e gallerie di tutto il mondo, come il Museum of Modern Art di New York, il Museum of Modern Art di San Francisco, l'Andy Warhol Museum di Pittsburgh, la galleria Tate Modern di Londra, l'Helmut Newton di Berlino e la Galerie Wouter van Leeuwen di Amsterdam. I suoi ritratti sono mostrati permanentemente nel Hollywood Roosevelt Hotel, prestigioso albergo di Los Angeles.
La sua attività di paparazzo gli causò dispute con alcuni vip, in certi casi finite in tribunale. Una delle sue "vittime" più note fu Jacqueline Kennedy Onassis, che, a seguito dei continui pedinamenti del fotografo, instaurò con lui una lunga battaglia legale. Dopo il processo tenutosi nel 1972, Galella venne obbligato a mantenere da lei una distanza di 50 piedi (15 metri circa). Il 12 giugno 1973 Marlon Brando colpì Galella con un pugno in faccia vicino ad un ristorante nel quartiere di Chinatown, dove l'attore venne fotografato in compagnia di Dick Cavett dopo aver registrato una puntata de "The Dick Cavett Show". Galella, che si ritrovò con la mascella rotta dopo l'aggressione, citò Brando in giudizio e ottenne un risarcimento di 40.000 dollari. Una volta vinta la causa, il paparazzo continuò a perseguitare l'attore, indossando un casco da football americano.
Un altro bersaglio fu l'attore Sean Penn, che infastidito dal reporter, gli sputò in faccia. Galella subì un'altra aggressione da parte delle guardie del corpo di Richard Burton, perdendo un dente, e intentò una causa contro l'attore che però si rivela senza successo. Nonostante le controversie, Andy Warhol disse di lui: «Una buona foto deve ritrarre una persona famosa, mentre fa qualcosa di non famoso. Il suo essere nel posto giusto al momento sbagliato. Ecco perché il mio fotografo preferito è Ron Galella», mentre Glenn O'Brien, redattore di riviste come Interview e Art in America, lo definì: «Accanito, coraggioso, umano. Un brillante realista capace di rappresentare fedelmente il mondo». Oltre all'attività di paparazzo, Galella fu autore di diversi libri. Nel 2009 il comune di Muro Lucano gli conferì la cittadinanza onoraria. Nel 2010 Leon Gast produsse un documentario su di lui intitolato Smash his camera, presentato al Sundance Film Festival dello stesso anno. Negli ultimi anni della sua carriera, si dedicò a scattare foto in diversi eventi mondani.
Galella si è spento nel 2022 per insufficienza cardiaca a Montville, nel New Jersey, dove viveva con la moglie Betty Bourke, con la quale visse fino alla morte di lei nel 2017.

## Mostre
Diverse mostre sono state dedicate alle opere di Ron Galella in varie città del mondo, tra cui la retrospettiva Ron Galella, Paparazzo Superstar a Conegliano Veneto nel 2022.

## Opere
- Jacqueline (1974, Sheed and Ward, Inc.)
- Offguard: A Paparazzi Look at the Beautiful People (1976, McGraw-Hill Book Company)
- The Photographs of Ron Galella: 1965-1989 (2001, Greybull Press)
- Ron Galella Exclusive Diary (2004, Photology)
- Disco Years (2006, PowerHouse Books)
- Warhol by Galella: That's Great! (Maggio 2008, Verlhac Editions - Montacelli Press - Seeman Henschel Verlag)
- No Pictures (Novembre 2008, PowerHouse Books)
- Viva l'Italia! (Maggio 2009, Ron Galella, Ltd., PowerHouse Books)
- Man In The Mirror: Michael Jackson (Dicembre 2009, PowerHouse Books)
- 100 Iconic Photographs A retrospective by Ron Galella (2021, Ron Galella, Ltd, SimeBooks)